# Jämnholmen
Jämnholmen är en ö i Finland. Den ligger i Finska viken och i kommunen Raseborg i den ekonomiska regionen  Raseborg i landskapet Nyland, i den södra delen av landet. Ön ligger omkring 87 kilometer väster om Helsingfors.
Öns area är 1,2 hektar och dess största längd är 180 meter i sydöst-nordvästlig riktning.